# Коммунистическая партия Бразилии
Коммунистическая партия Бразилии, КПБ (порт. Partido Comunista do Brasil, PCdoB) — политическая партия Бразилии. Регистрационный номер партии Бразилии — «65». Придерживается идеологии марксизма-ленинизма и маоизма.

## История
Партия образовалась 18 февраля 1962 года, отколовшись от Бразильской коммунистической партии (БКП). Основателями КПБ были Жоао Амазонас, Маурисио Грабойс, Педро Помар и другие. КПБ отрицательно относилась к «советскому ревизионизму», и склонялась более к маоистской позиции.
В 1967—1974 годах отряды партии вели партизанскую войну в бассейне реки Арагуая против военного режима.
После смерти Мао Цзэдуна в 1976 году и изменения курса КПК, начавшей рыночные реформы, партия отказывается от прокитайской ориентации. Начиная с 1979 года партия является сторонником Энвера Ходжи в его критике китайского руководства и считает Албанию последним оплотом сталинизма.
С 1979 года начинается легализация партии, закончившаяся в 1985 году. КПБ начинает активно взаимодействовать с профсоюзами и студенческими организациями. Партийный съезд 1987 года провозгласил курс на «национально-демократическую» революцию, предусматривая борьбу за «демократию, прогресс, национальную независимость и путь к социализму». 
Согласно программе КПБ, принятой в 1995, переходный период к социализму предполагает постепенно осуществление преобразований, усиление государственного контроля и планирования в экономике, национализацию банков, стратегических ресурсов и крупных предприятий, введение рабочего контроля на рабочих местах. Стратегический ориентир провозглашается завоевание власти пролетариатом и его союзниками, к которым зачисляются крестьянство, средние слои и прогрессивная интеллигенция.
С 1986 по 2010 годы количество голосов, поданных за партию на выборах стабильно росло, достигнув почти 3 миллионов на выборах в Палату депутатов и 12,5 миллионов — на выборах в Сенат, куда были избраны Ванесса Грацциотин и Инасиу Арруда. КПБ сотрудничала с Партией трудящихся (ПТ) во всех электоральных коалициях, выдвигавших Лулу да Силву в президенты, рассматривая их как «народные фронты». В кабинете Дилмы Русеф КПБ представлял министр спорта Алду Ребелу. При этом у КПБ и ПТ сохранялись противоречия, приведшие к тому, что в 2007 году коммунисты прекратили сотрудничество с профсоюзной конфедерацией CUT и вместе с Бразильской социалистической партией основала собственную.
Одна из лидеров Компартии Мануэла д’Авила была выдвинута на президентских выборах 2018 года в качестве «страхующего» кандидата в вице-президенты при кандидате ПТ Луле и в итоге стала кандидатом в вице-президенты при заменившем его Фернанду Аддаде.

## Участие в выборах
На состоявшихся 1 октября 2006 года выборах в Палату депутатов Бразилии (нижнюю палату парламента) Коммунистическая партия Бразилии получила 1 982 323 голоса (2,1 %) и 13 мандатов (из 513). На состоявшихся в тот же день выборах в верхнюю палату бразильского парламента — Сенат — коммунисты получили 6 364 019 голосов (7,5 %) и 1 мандат (из 81).
На парламентских выборах 3 октября 2010 года Коммунистическая партия, собрав 2 748 290 голосов (2,8 %), получила 15 мест в Палате депутатов и, собрав 12 561 716 голосов (7,4 %), получила ещё 1 место в Сенате (итого у партии 2 сенатора).

## Руководители КПБ
- Жоао Амазонас (1962—2001)
- Жозе Ренато Рабело (2001—2015)
- Лусиана Сантуш (с 2015)